# William Munro
Pour les articles homonymes, voir Munro (homonymie).
William Munro (1818–1880), officier britannique et botaniste, est né à Druids Stoke (Gloucestershire). Tout au long de sa carrière, il est arrivé à concilier sa promotion professionnelle avec ses études sur la botanique essentiellement consacrées à la famille des graminées.

## William Munro: agrostologue[N 2]
William Munro a effectué tout au long de sa carrière de nombreuses collectes de plantes, principalement dans la famille des Poacées et entretint une correspondance avec les botanistes les plus réputés de l'époque. On peut citer en premier lieu J. D. Hooker et Asa Gray. Il débuta ses collections dans l'État de Coorg dans l'Est de l'Inde en 1834. Les campagnes militaires vont de pair avec l'étude minutieuse des caractéristiques, des nomenclatures, des rapprochements et classification des graminées. Il fit longtemps autorité en la matière. Sa Monograph on the bamboos parue en 1868 est sa contribution botanique la plus importante. Elle décrit près de 100 taxons de bambous et produit, en introduction, une étude des auteurs et observateurs de bambous. Elle est, chronologiquement, la deuxième monographie linnéenne après celle de Franz Josef Ivanovich Ruprecht sur les Bambuseae publiée en 1839.
Il est également à l'origine de la création de jardins dans différentes villes de garnison en Inde, au Canada et l'ouest de l'Inde.
À sa retraite à Tauntun (Somerset), William Munro a entrepris une monographie générale de la famille des Graminées (ce qui correspond à notre époque à la famille des Poacées), en prolongement du Prodromus rédigé par Augustin Pyrame de Candolle et ses descendants. Malheureusement cette monographie est restée inachevée. Il a aussi  publié Hortus Agrensis, Catalogue of All Plants, paru dans the Neighbourhood of Agra (1844). Il s'est intéressé à la paléobotanique.